# Ian Gale
Ian James Gale (* 3. März 1961 in Slough) ist ein ehemaliger englischer Fußballspieler.

## Karriere
Gale gehörte der Nachwuchsmannschaft des FC Millwall an, im März 1978 wurde er mit einem Profivertrag ausgestattet und debütierte im September 1978 per Einwechslung gegen den FC Fulham in der Football League Second Division. In den folgenden vier Partien erhielt er den Vorzug vor Brian Chambers und war Teil der Startaufstellung, in seinen insgesamt fünf Zweitligaauftritten gelang lediglich gegen Sheffield United ein Punktgewinn. Während das Profiteam am Saisonende in die Third Division absteigen musste, gewann Gale mit dem Nachwuchsteam  den FA Youth Cup 1979 gegen Manchester City. Weitere Pflichtspieleinsätze im Profiteam folgten für das Mittelfeldtalent nicht, bereits im Sommer 1980 musste er verletzungsbedingt seine Fußballerlaufbahn beenden.
Gale kehrte in seine Heimat Berkshire zurück und übte Tätigkeiten in der Baubranche aus. In späteren Jahren wurde er Geschäftsführer eines Fensterbau-Unternehmens in Reading.